# Pareutegaeus pulcher
Pareutegaeus pulcher är en kvalsterart som först beskrevs av Balogh och Csiszár 1963.  Pareutegaeus pulcher ingår i släktet Pareutegaeus och familjen Eutegaeidae. Inga underarter finns listade i Catalogue of Life.